# Kimiya Satō
Kimiya Satō (佐藤 公哉?, Satō Kimiya; Kōbe, 5 ottobre 1989) è un pilota automobilistico giapponese.
Ha corso in GP2 Series con il team Campos Racing. Non è imparentato con il pilota connazionale di IndyCar Series ed ex di Formula 1 Takuma Satō.

## Carriera
Dopo aver corso con i kart in Asia, Satō trascorse due stagioni nella Formula BMW britannica, concludendo 4º nel 2007. Tornò in Giappone e arrivò 2º nella Formula Challenge giapponese, poi 2º e 4º nella National Class 2009 e 2010 dell'All-Japan Formula 3.
Tornato in Europa, Satō fu 10º nella Formula 3 Euro Series del 2011 e 3º nella Formula 3 tedesca. Passò all'Auto GP nel 2013, dove chiuse il campionato al 2º posto. Inoltre, nel 2013 guidò la Sauber ai test per giovani piloti, segnando il 13º tempo al terzo giorno di test. Satō fu 25º su 31 piloti totali.
Nel 2014, entrò nella GP2 Series con il team Campos Racing.

## Risultati

### Sommario
| Anno | Serie                          | Team               | Gare | Vittorie | Pole | Gpv | Podi | Punti | Pos. |
| ---- | ------------------------------ | ------------------ | ---- | -------- | ---- | --- | ---- | ----- | ---- |
| 2006 | Formula BMW UK                 | Rowan Motorsport   | 20   | 0        | 0    | 0   | 0    | 39    | 10º  |
| 2007 | Formula BMW UK                 | Nexa Racing        | 18   | 1        | 1    | 1   | 1    | 510   | 4º   |
| 2007 | Formula BMW World Final        | Team Loctite       | 1    | 0        | 0    | 0   | 0    | N/A   | 13º  |
| 2008 | Formula Challenge giapponese   | –                  | 16   | 1        | 1    | 3   | 8    | 171   | 2º   |
| 2008 | Formula BMW Pacific*           | Eurasia Motorsport | 1    | 0        | 0    | 0   | 1    | N.C.  | -    |
| 2009 | All-Japan Formula 3            | Team Nova          | 16   | 3        | 2    | 2   | 10   | 89    | 2º   |
| 2010 | All-Japan Formula 3            | Team Nova          | 16   | 1        | 0    | 1   | 5    | 43    | 4º   |
| 2010 | Gran Premio di Macao           | Motopark Academy   | 1    | 0        | 0    | 0   | 0    | N/A   | 24º  |
| 2011 | Formula 3 Euro Series          | Motopark Academy   | 27   | 1        | 0    | 0   | 2    | 86    | 10º  |
| 2011 | Formula 3 International Trophy | Motopark Academy   | 6    | 0        | 0    | 0   | 0    | 7     | 9º   |
| 2011 | Gran Premio di Macao           | Motopark Academy   | 1    | 0        | 0    | 0   | 0    | N/A   | 12º  |
| 2011 | Masters di Formula 3           | Motopark Academy   | 1    | 0        | 0    | 0   | 0    | N/A   | 12º  |
| 2012 | Formula 3 tedesca              | Lotus              | 27   | 4        | 3    | 7   | 12   | 86    | 3º   |
| 2013 | Auto GP                        | Euronova Racing    | 16   | 5        | 0    | 5   | 9    | 213   | 2º   |

- † – Poiché Sato era un pilota ospite, non poté ottenere punti.

### Risultati in Formula 3 Euro Series
| Rit | 6 | 8 | Rit | 12 | 10 | 7 | 1 | 10 | 11 | 4 | 10 | 6 | Rit | 8 | 8 | 5 | 12 | 8 | 4 | SQ | 8 | 2 | 9 | Rit | 7 | 9 |

### Risultati in Auto GP
(legenda) (Le gare in grassetto indicano la pole position) (Gare in corsivo indicano Gpv)
| Anno | Team            | 1       | 2       | 3       | 4       | 5     | 6       | 7       | 8       | 9         | 10      | 11      | 12      | 13        | 14      | 15      | 16      | Pos. | Punti |
| ---- | --------------- | ------- | ------- | ------- | ------- | ----- | ------- | ------- | ------- | --------- | ------- | ------- | ------- | --------- | ------- | ------- | ------- | ---- | ----- |
| 2013 | Euronova Racing | MNZ 1 2 | MNZ 2 1 | MAR 1 3 | MAR 2 3 | HUN 1 | HUN 2 6 | SIL 1 6 | SIL 2 1 | MUG 1 Rit | MUG 2 3 | NÜR 1 4 | NÜR 2 1 | DON 1 14† | DON 2 5 | BRN 2 4 | BRN 2 1 | 2º   | 213   |
| 2014 | Euronova Racing | MAR 1   | MAR 2   | LEC 1 3 | LEC 2 3 | HUN 1 | HUN 2 1 | MNZ 1   | MNZ 2   | IMO 1     | IMO 2   | RBR 1   | RBR 2   | NÜR 1     | NÜR 2   | EST 1   | EST 2   | 1º*  | 114*  |

- * Stagione in corso

### Risultati in GP2 Series
(legenda) (Le gare in grassetto indicano la pole position) (Gare in corsivo indicano Gpv)
| Anno | Team          | 1           | 2          | 3          | 4          | 5          | 6          | 7       | 8       | 9       | 10      | 11      | 12      | 13      | 14      | 15      | 16      | 17      | 18      | 19      | 20      | 21      | 22      | Pos. | Punti |
| ---- | ------------- | ----------- | ---------- | ---------- | ---------- | ---------- | ---------- | ------- | ------- | ------- | ------- | ------- | ------- | ------- | ------- | ------- | ------- | ------- | ------- | ------- | ------- | ------- | ------- | ---- | ----- |
| 2014 | Campos Racing | BHR FEA Rit | BHR SPR 19 | ESP FEA 19 | ESP SPR 15 | MON FEA 15 | MON SPR 14 | AUT FEA | AUT SPR | GBR FEA | GBR SPR | GER FEA | GER SPR | HUN FEA | HUN SPR | BEL FEA | BEL SPR | ITA FEA | ITA SPR | RUS FEA | RUS SPR | ABU FEA | ABU SPR | 25º* | 0*    |

- * Stagione in corso